# فيرونيكا مارشينكو
 فيرونيكا مارشينكو (بالروسية: Марченко, Вероника Александровна)‏ هي ناشطة حقوقية روسية، في عام 2008 كانت رئيسة مؤسسة حقوق الأم، والتي شاركت في تأسيسها عام 1988.

## عنها
ان مؤسسة حقوق الأم التي شاركت في تأسيسها بشكل اساسي تعمل على كشف العوامل اللاإنسانية التي تتم ممارستها تجاه الأم، والتي أدت إلى وفاة افراد الخدمة الروسية في زمن السلم، فضلا عن مساعدة عائلات القتلى للحصول على التعويضات المناسبة لهم، ومعاقبة المسؤولين عن وفاة تلك الأفراد، كما أن المؤسسة تقوم بالضغط عل الهيئات لوضع الحدود المناسبة للعقاب الشديد والبلطجة. هذه المنظمة غير الحكومية يتم تمويلها من المنح الأجنبية.
عملت مارشينكو أيضا كصحفية في مجلة يونوست، وقد منحت جائزة الاعتراف الدولي في نوفمبر عام 1998، وفي ديسمبر عام 2002 كما منحت من معهد المجتمع المفتوح في روسيا جائزة للعمل المتفاني. كما تلقت جائزة أشجع امرأة دولية عام 2009.